# Philippe de Vilmorin
Philippe de Vilmorin (Verrières-le-Buisson, 21 maggio 1872 – Verrières-le-Buisson, 29 giugno 1917) è stato un botanico e genetista francese.

## Biografia
Philippe de Vilmorin (nome completo: Joseph Marie Philippe Levêque de Vilmorin ), figlio di Henry de Vilmorin e di Louise Julie Darblay, crebbe in una famiglia di celebri botanici e orticoltori. Nel 1900 si sposò con Berthe Marie Mélanie de Gaufridy de Dortan, da cui ebbe cinque figli:
- Marie-Pierre de Vilmorin (Mapie de Toulouse-Lautrec), giornalista (1901-1972),
- Louise de Vilmorin (1902-1969),
- Henry de Vilmorin (1903-1961),
- Olivier de Vilmorin, imprenditore nell'industria sementiera (1904-1962)
- André de Vilmorin, orticoltore (1907-1987)[1].

Inoltre riconobbe come suo anche il figlio che sua moglie ebbe dalla relazione adultera con il re Alfonso XIII di Spagna: 
- Roger Marie Vincent Philippe Lévêque de Vilmorin (1905-1980)[2][3].

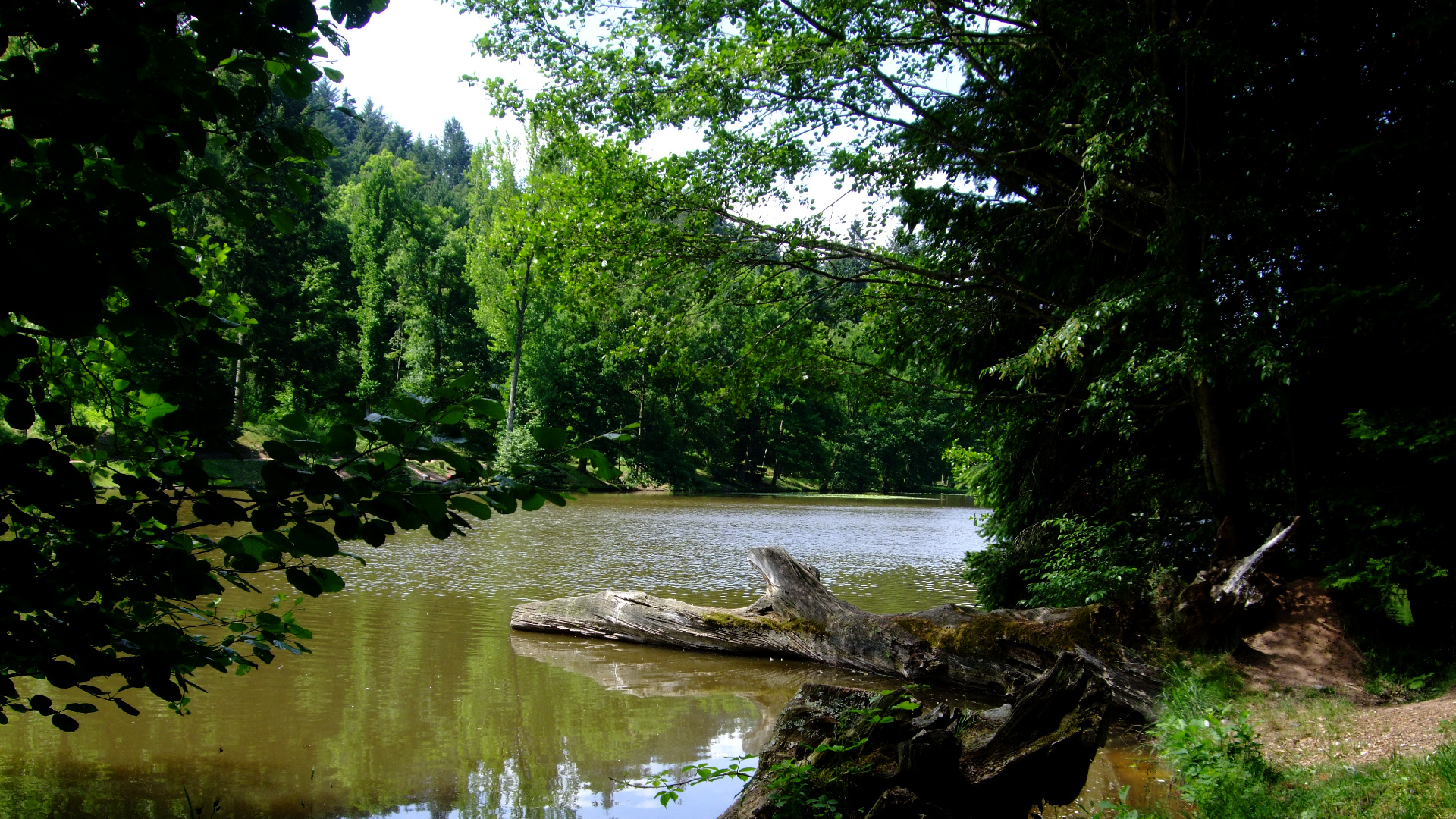
L'arboretum di Pézanin

Nel 1903 Vilmorin iniziò a impiantare l'"Arboretum de Pézanin", un arboretum situato nel castello della famiglia a Dompierre-les-Ormes (Saône-et-Loire, Bourgogne). Ebbe anche la possibilità di raccogliere piante in Egitto e in Sudan, costituendo una collezione che ora fa parte dell'herbarium del Jardin botanique de Meise di Bruxelles. Sviluppò un forte interesse per la floricoltura e il giardinaggio, e curò tre importanti pubblicazioni: Les Fleurs de Pleine Terre, Le Manuel de Floriculture e Hortus Vilmorinianus. Uno dei maggiori risultati dell'opera di Philippe de Vilmorin come genetista fu l'organizzazione e il segretario generale della Quarta conferenza internazionale sulla genetica (Fourth International Conference on Genetics), che si svolse a Parigi tra il 18 e il 23 settembre del 1911.
Durante la prima guerra mondiale, come ufficiale della riserva nell'Esercito francese, Vilmorin operò prima come interprete a supporto del corpo Anglo-Indiano in Francia, e poi fu incaricato francese a Londra per gli acquisti.. Morì il 29 giugno 1917 all'età di 45 anni, dopo essere stato malato nella Francia meridionale per alcuni mesi, esausto dalle sue missioni tra Parigi e Londra.

### Philippe de Vilmorin e gli iris

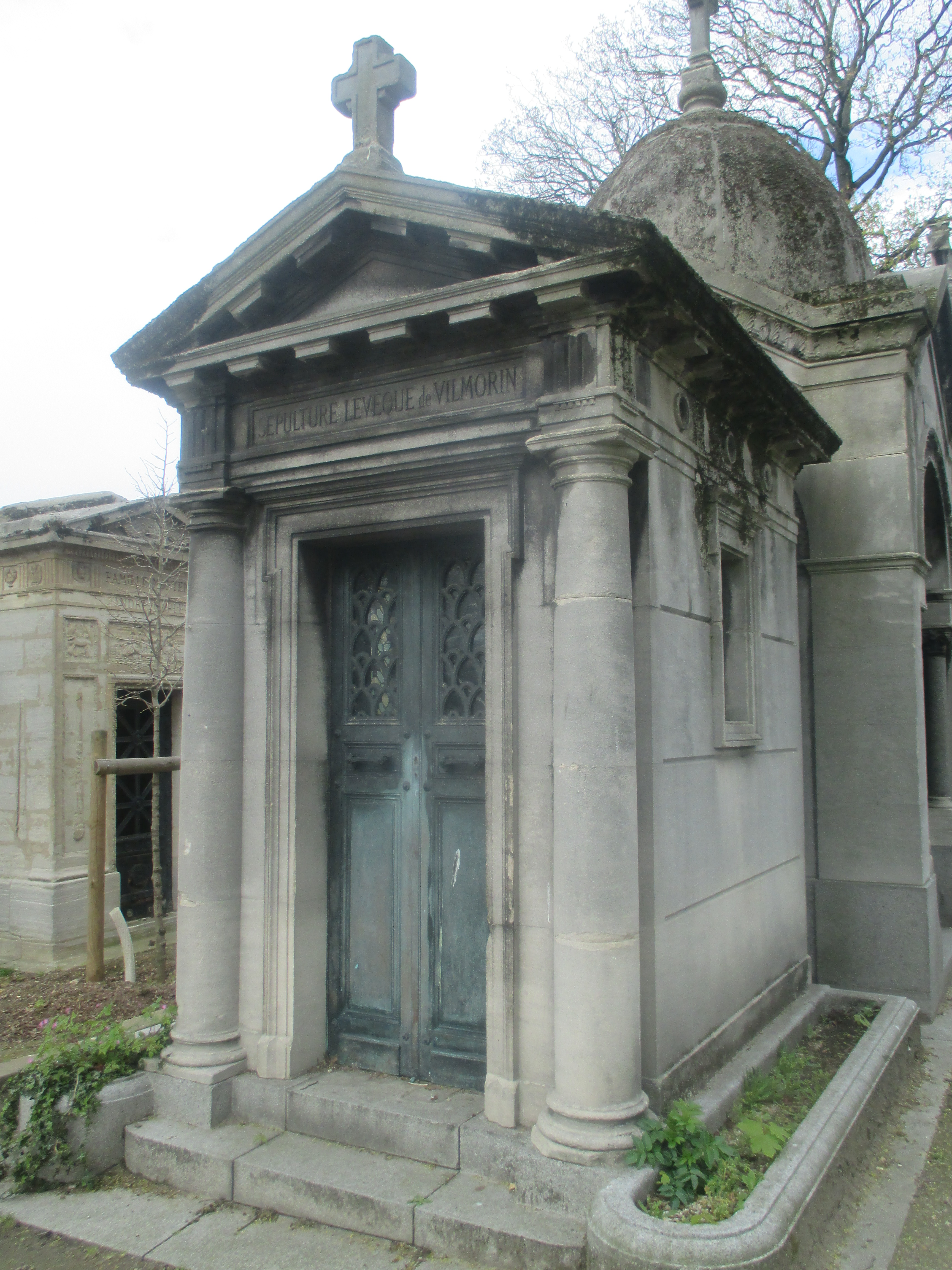
Tomba di famiglia dei Vilmorin

Philippe de Vilmorin fu un grande appassionato de iris da giardino. Con Séraphin Mottet, fece fare rapido progressi all'ibridazione degli iris introducendo su vasta scala l’utilizzo di grandi iris tetraploidi provenienti dal Medio Oriente. Dopo la sua morte, avvenuta nel 1917, la famiglia Vilmorin-Andrieux ha continuato la produzione di iris, ma solo più a scopo commerciale, abbandonando poi questo ramo di impresa.

## Opere
- Vilmorin, Philippe Lévêque de, Hortus Vilmorianus, catalogue des plantes ligneuses et herbacées existant en 1905 dans les collections de Vilmorin et dans les cultures de Vilmorin-Andrieux et cie à Verrieres le Buisson, Verrières, 1906.
- Vilmorin, Philippe Lévêque de, Les Fleurs de pleine terre, 1894.
- Vilmorin, Philippe Lévêque de, Instructions pour les semis des fleurs de pleine terre.
- Vilmorin, Philippe Lévêque de, Les Plantes potagères.
- Vilmorin, Philippe Lévêque de, Manuel de floriculture, 1908, librairie Baillière & fils.

## Bibliografia

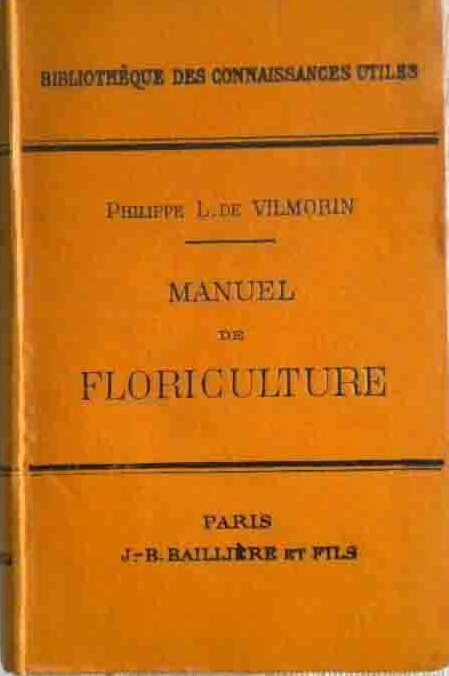
Manuel de floriculture (1908).